# Route nationale 221
Die Route nationale 221, kurz N 221 oder RN 221, ist eine französische Nationalstraße, die zwischen Trélissac und Saint-Laurent-sur-Manoire erbaut wurde. Die N 221 verbindet die Route nationale 21 mit der Autoroute A89.

## Verlauf
Am Kreisverkehr in Trélissac mit der N 21 verläuft die N 221 in südlicher Richtung entlang des Manoire und trägt den Namen Avenue Émile Zola. Hier teilt sie das Gemeindegebiet von Boulazac Isle Manoire.
Sie führt am Parc de Lamoura und am Château du Lieu-Dieu vorbei. Bei Saint-Laurent-sur-Manoire geht vom Kreisel der Zubringer zur Autoroute A89 ab.